# Pierre de Chambrun
Charles Louis Antoine Pierre Gilbert de Pineton markies de Chambrun (Parijs, 11 juni 1865 – Marvejols, 24 augustus 1954), was een Frans edelman en politicus.

## Achtergrond en vroege carrière
Pierre de Chambrun stamde uit een oude adellijke familie uit Lozère. Hij was verwant aan markies de La Fayette.
Pierre de Chambrun volgde zijn vader Adolphe markies de Pineton de Chambrun (1831-1891) in 1892 op als lid van de Franse ambassaderaad in Washington D.C. (Verenigde Staten) en bleef dit gedurende vijf jaar. Op 20 oktober 1895 trouwde hij te Cincinnati met de Amerikaanse Margaret Rives Nichols (1872-1949). Tijdens de Eerste Wereldoorlog was zij verpleegster te Marvejols en werd in 1917 onderscheiden als Ridder in het Legioen van Eer. Uit het huwelijk werden drie kinderen geboren: Marthe, getrouwd met een prins Ruspoli, Jean-Pierre, kunstenaar en schilder en Gilbert, diplomaat en politicus.

## Politicus
Pierre de Chambrun keerde in 1898 in Frankrijk terug en werd voor het departement Lozère in de Kamer van Afgevaardigden (Chambre des Députés) gekozen. Hij bleef kamerlid tot 1933. Aanvankelijk was hij lid van de fractie van de Républicains Modéré (Gematigde Republikeinen), daarna zat hij als onafhankelijke kandidaat in de Kamer van Afgevaardigden (1914-1924), maar sloot zich in 1914 aan bij de Alliance Démocratique (Democratische Alliantie; 1924-1928). Bij de parlementsverkiezingen van 1928 werd hij opnieuw als onafhankelijke kandidaat in de Kamer van Afgevaardigden gekozen en sloot zich aan bij de fractie van Onafhankelijken, geleid door Paul Reynaud. Gedurende zijn kamerlidmaatschap was hij lid van diverse kamercommissies, waaronder, tijdens de Eerste Wereldoorlog, de Frans-Britse commissie.
Pierre de Chambrun werd in 1933 lid van de christendemocratische Parti Démocrate Populaire (PDP, Democratische Volkspartij) en werd voor die partij in de Senaat (Sénat).

## Een van deVichy 80
Op 10 juli 1940, na de Franse nederlaag tegen nazi-Duitsland, stemde hij tegen het verlenen van volmachten aan maarschalk Philippe Pétain. Hierna begaf hij zich in het verzet tegen de Duitse bezetter.
Na de Bevrijding van Frankrijk (1944) werd hij voor het departement Lozère in de Nationale Raadgevende Vergadering (Assemblée Consultative Provisoire) gekozen. In 1945, op de leeftijd van 80 jaar, ging hij met pensioen. In 1946 volgde zijn zoon Gilbert de Chambrun hem op als lid kamerlid.

## Onderscheidingen
Na de Tweede Wereldoorlog werd hij onderscheiden voor zijn deelname aan het verzet:
- Croix de Guerre 1939-1945 (Oorlogskruis 1939-1945) met vergulde (vermeil) ster – 27 maart 1947
- Legioen van Eer voor bewezen diensten voor het verzet – 9 juli 1949

Pierre de Chambrun overleed op 89-jarige leeftijd, op 24 augustus 1954 te Marvejols.

## Verwijzingen
1. ↑  Adel bewezen in 1491
2. ↑  Margaret Rives Nichols marquise de Chambrun: Feuilles éparses. Paris, Éditions de Cluny, 1952

- Bibliothèque nationale de France: cb104958709 (data)
- International Standard Name Identifier: 0000 0000 7247 4396
- Base Léonore: 19800035/38/4768
- Virtual International Authority File: 100957146